# Prisioneros políticos.eu
Asociación de Prisioneros políticos.eu es una asociación que se centra principalmente en la cuestión de los prisioneros políticos del régimen comunista en Checoslovaquia. El nombre oficial es Spolek Političtí vězni.cz. La asociación ha recopilado testimonios de ex presos políticos y trata de popularizar sus historias de diversas formas. Entre otras cosas, ha producido varias publicaciones y ha restaurado la ruta educativa Jáchymov Hell en Jáchymov. La organización es miembro de la Plataforma de la Memoria y de la Conciencia Europeas.

## Actividad

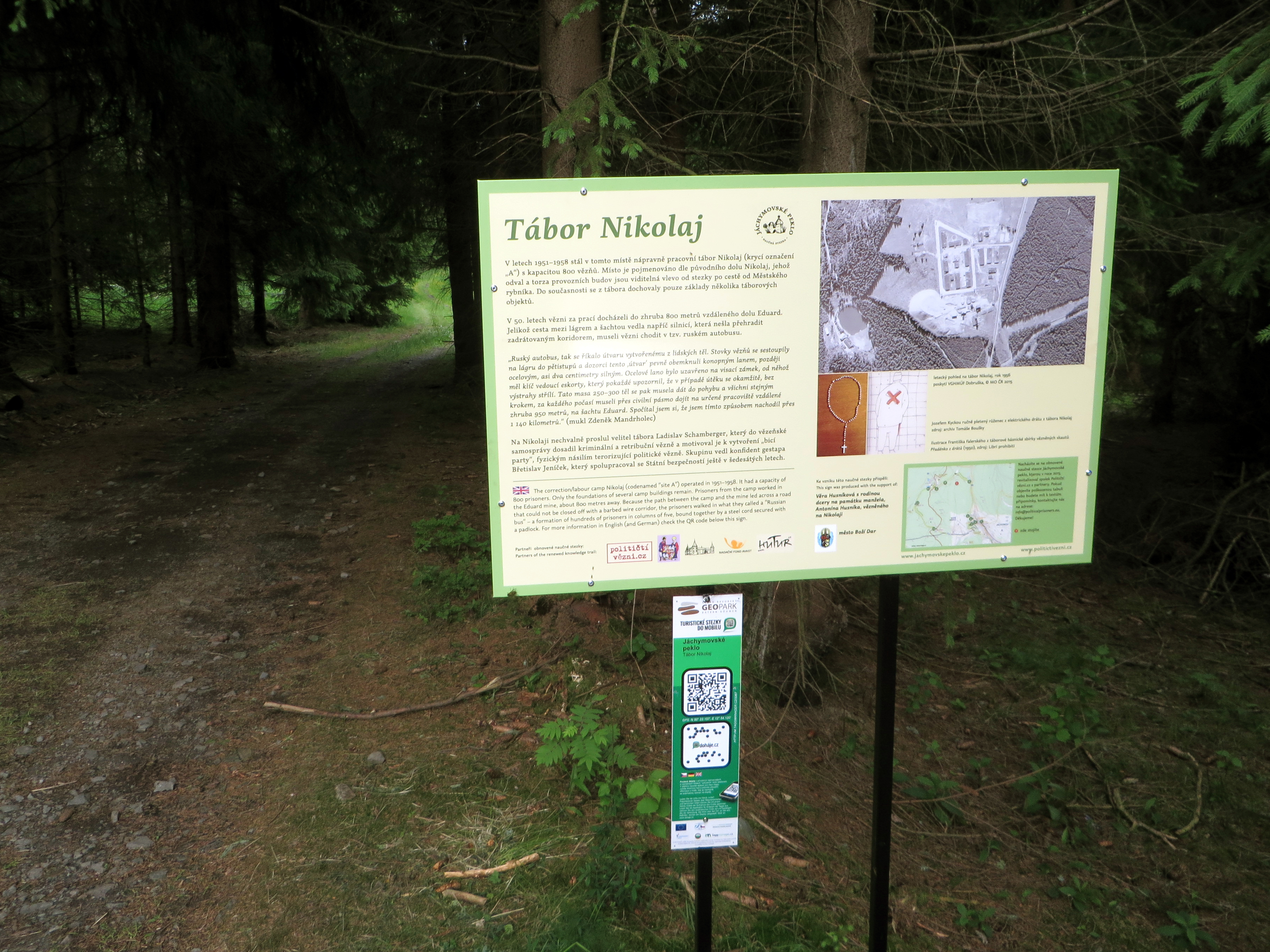
Un panel de información del sendero natural 'Jáchymov Hell' en el sitio del campo de trabajo de Nikolai

La organización se estableció como una iniciativa estudiantil informal con la intención de grabar entrevistas de ex presos políticos del régimen comunista. En 2008, se lanzó el sitio web de la asociación y se publicó un libro en inglés que detalla las historias de hombres y mujeres encarcelados, seguido de una edición checa ampliada el año siguiente. En 2010, la iniciativa informal se transformó en una asociación cívica. Ese mismo año, la asociación participó por primera vez en la Conferencia "Forum 2000". En 2012, se preparó un panel centrado en mujeres encarceladas para el mismo evento y un panel sobre cómo afrontar el pasado en 2013. En 2014 participó en el Festival de la Iluminación de Terciopelo, centrándose en el destino de las mujeres encarceladas en la década de 1950 y sus hijos.
En 2011, miembros de la asociación crearon el documental K. Ch. - Retrato de un preso político (dirigida por Tomáš Bouška) sobre una ex presa política, Karla Charvátová. El documental se estrenó en el cine Světozor el 17 de noviembre de 2011.
La asociación presta gran atención a los antiguos campos de trabajo, especialmente a los de la región de Jáchymov. Entre otras actividades se organizan ocasionalmente visitas guiadas, por ejemplo en 2012 y 2013 para los participantes en el proyecto educativo Traces of Totalitarianism. En 2014, la asociación cooperó con el Departamento de Geografía de la Facultad de Ciencias de la Universidad Jan Evangelista Purkyně en Ústí nad Labem, en Ústí nad Labem en la creación de un modelo virtual en 3D del Jáchymov, el campo de trabajo de Svornost.
En 2015, la asociación renovó el sendero 'Jáchymov Hell', que atraviesa los antiguos campos de trabajo en las minas de uranio que se operan en el área de Jáchymov. Los fondos para la reconstrucción del sendero fueron parcialmente financiados con fondos colectivos con el apoyo de The Tap Tap. La ruta renovada se inauguró el 27 de junio de 2015 en el Día del Recuerdo de las víctimas del régimen comunista en presencia de los ex presos políticos Hana Truncová, Zdeněk Mandrholec y František Wiendl. Por la noche, la banda Tap Tap realizó un concierto de gala en Jáchymov. Para la reapertura de la pista en colaboración con usuarios de silla de ruedas y músicos con discapacidad física, la asociación avanzó entre los cinco finalistas del Premio 'Mosty' 2015 (en la categoría de entidad no estatal) otorgado por el Consejo Nacional de Personas con Discapacidad.

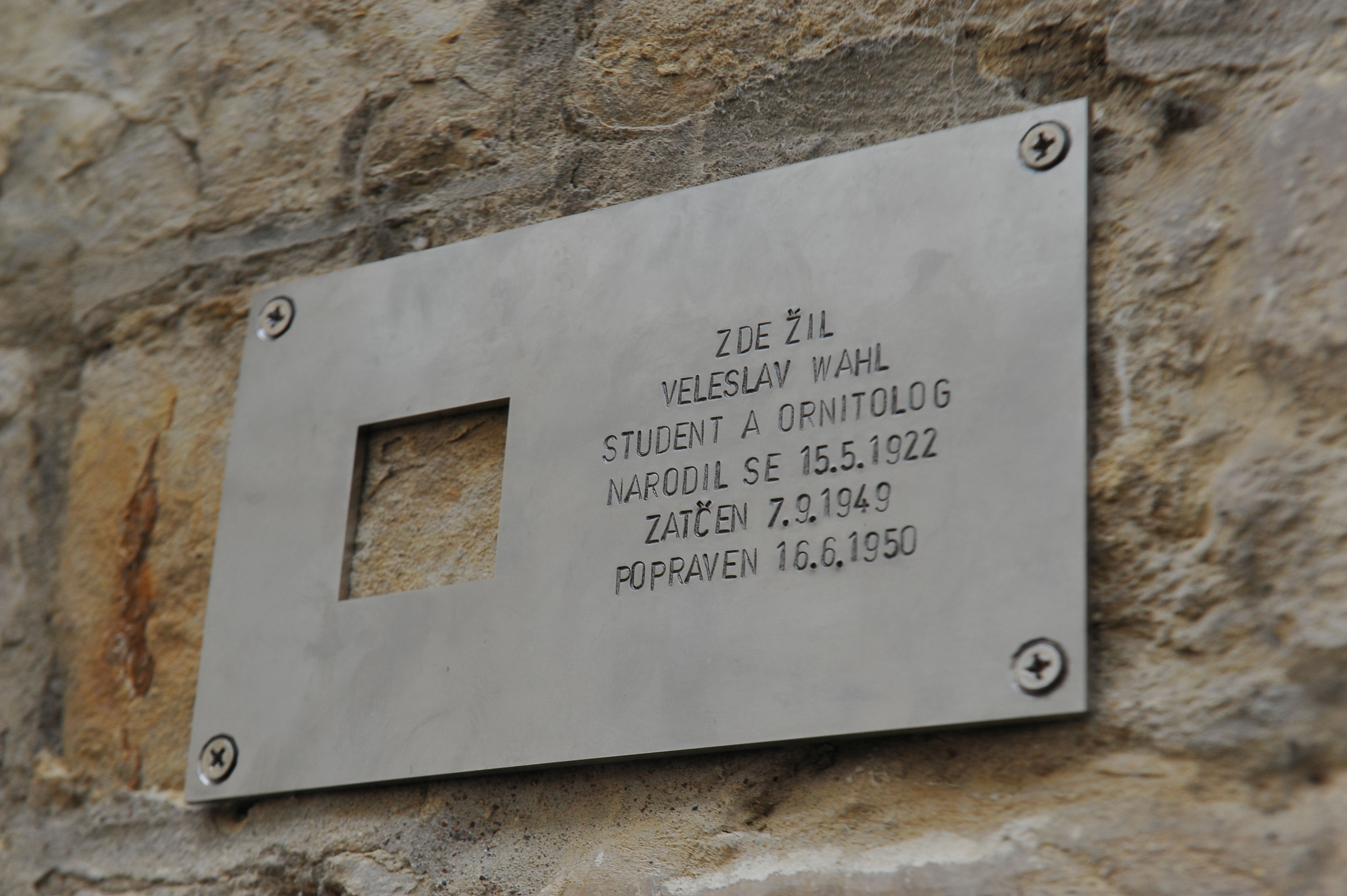
La placa de memoria de la última dirección para un estudiante ejecutado Veleslav Wahl

En 2015, la asociación participó en la creación de la parte checa del proyecto Last Address, que conmemora a las víctimas del régimen comunista. En 2016, la asociación cooperó en la organización de la conferencia internacional Jáchymov en el siglo XX: el lugar de la memoria de la historia europea en Jáchymov. En 2017, la asociación comenzó a realizar visitas guiadas por lugares de la historia comunista.
En 2019, la asociación comenzó a trabajar con EUTIS y BBAG Potsdam, una organización de beneficio público, en un proyecto educativo destinado a transferir el conocimiento de la historia moderna a través de lugares de memoria.

## Libros
- Czechoslovak political prisoners: Life stories o 5 male and 5 female victims of Stalinism Prisioneros políticos checoslovacos: historias de vida o 5 víctimas masculinas y 5 femeninas del estalinismo (2008)
- Českoslovenští političtí vězni: Životní příběhy Prisioneros políticos checoslovacos: historias de vida (2009)
- Czechoslovak political prisoners: Life stories o 5 male and 5 female victims of Stalinism Prisioneros políticos checoslovacos: historias de vida o 5 víctimas masculinas y 5 femeninas del estalinismo (2016, Segunda edición modificada)